# Balantiopsis bisbifida
Balantiopsis bisbifida là một loài rêu trong họ Balantiopsaceae. Loài này được Stephani Stephani mô tả khoa học đầu tiên năm 1910.